# Aguila
El Aguila (detto anche in inglese The Eagle), il cui vero nome è Alejandro Montoya, è un personaggio dei fumetti, creato da Mary Jo Duffy (testi) e Trevor Von Eeden (disegni), pubblicato dalla Marvel Comics. La sua prima apparizione avviene in Power Man and Iron Fist n. 58 (agosto 1979). È detto anche "Il maestro" (The Master) e "Scintillante spada della giustizia" (Flashing Sword of Justice) per la sua abilità con la spada.

## Biografia del personaggio
Trasferitosi dalla nativa Spagna negli Stati Uniti d'America, Alejandro Montoya, scoprì di essere un mutante e decise di utilizzare le sue abilità per combattere il crimine, soprattutto spacciatori e criminali senza poteri, usando l'identità segreta di Aguila, un nome in codice che la sua famiglia si passa di generazione in generazione. Aiutò anche Power Man (Luke Cage) e Pugno d'acciaio per proteggere Jeryn Hogarth da un banda di assassine, e successivamente li aiutò nella cattura di Slasher e contro il Costrittore; mentre assieme alle Figlie del Drago combatté contro dei mercenari alle dipendenze di Ward Meachum e contro Fera.
Successivamente rientrò in Spagna per salvare il suo villaggio dal mutante Conquistador. Aguila è rimasto depotenziato dagli eventi dell'M-Day. Ma è comunque considerato una potenziale recluta per L'Iniziativa dei 50 stati di Iron Man.

## Poteri e abilità
Aguila possedeva il potere mutante di generare cariche elettrostatiche con il corpo, tali scariche potevano arrivare a 100.000 volt attraverso condotti metallici. Combinava i suoi poteri con l'uso di una spada d'acciaio. È anche uno spadaccino provetto, un buon combattente nella lotta corpo a corpo e un ottimo acrobata.

## Altri media
- Aguila compare in un episodio della serie televisiva del Marvel Cinematic Universe, intitolata She-Hulk: Attorney at Law, ed è interpretato dall'attore Joseph Castillo-Midyett.